# José Vila Selma
José Vila Selma (Valencia, 18 de agosto de 1924-Madrid, 17 de abril de 1990) fue un crítico literario español, investigador de la América precolombina y literatura contemporánea de Iberoamérica.

## Biografía
Nació en Valencia, donde estudió en el colegio de los escolapios. En la capital del Turia, solicitó su admisión en el Opus Dei el 6 de abril de 1941. Fue delegado de la Facultad de Filosofía y Letras de la Universidad de Valencia. En el curso 1944-45 se trasladó a Sevilla, y fue secretario de la biblioteca de la Escuela de Estudios Hispano-Americanos del CSIC (1946-47). Tras licenciarse en la Filosofía y Letras en la Universidad Hispalense (1948), se trasladó a Madrid.
Acompañó a Pedro Casciaro y a Ignacio de la Concha en el primer viaje que realizaron para iniciar la labor apostólica del Opus Dei por diversos países americanos (1948). Cuando regresó a Madrid, trabajó como secretario en el Instituto de Hispanismo, en la Biblioteca General del CSIC y en la sección francesa del Departamento de Culturas Modernas del CSIC. Con este cargo y como profesor de la Universidad de Sevilla, Vila impartió varias conferencias sobre literatura y poesía en Ciudad de México y Santiago de Chile, que fueron recogidas como crónicas periodísticas. En 1951 intervino en la constitución de la Sociedad Anónima de Revistas, Periódicos y Ediciones (SARPE), y colaboró en la sección de libros en la revista La Actualidad Española. A partir de entonces Vila reorientó su carrera académica hacia la crítica literaria, publicando en 1952 su primer libro Benavente, fin de siglo.
A principios de los años cincuenta marchó a París para investigar. Se convirtió en un experto en literatura contemporánea, y se dedicó a traducir a escritores franceses y a escribir ensayos y biografías. En 1954 se desvinculó del Opus Dei y editó su tesis, titulada Procedimientos y técnicas en Rómulo Gallegos, uno de los más importantes novelistas venezolanos y presidente de Venezuela (1948). José Vila publicó sobre otros novelistas hispanoamericanos y españoles, además de traducir al castellano a escritores francófonos como Georges Bernanos, Serge Groussard, Charles Péguy, Roger Curer o Gustave Thils.
Fue profesor de la Universidad Complutense de Madrid. Falleció en Madrid el 17 de abril de 1990.